# Desmatodon subulatus
Desmatodon subulatus là một loài Rêu trong họ Pottiaceae. Loài này được (Hedw.) Jur. mô tả khoa học đầu tiên năm 1882.